# Zmarli w roku 1949
Lista osób zmarłych w 1949:

## styczeń 1949
- 6 lutego – Ernst Estlander, fiński żeglarz, olimpijczyk (ur. 1870)
- 9 lutego – Poul Schierbeck, duński kompozytor (ur. 1888)

## luty 1949
- 14 lutego – Joanna Żnińska, polska działaczka społeczna i plebiscytowa, propagatorka śpiewu chóralnego, kultury muzycznej i czytelnictwa (ur. 1871)
- 22 lutego – Félix d’Hérelle, kanadyjski mikrobiolog, współodkrywca bakteriofagów, pomysłodawca terapii fagowej (ur. 1873)

## marzec 1949
- 8 marca – Maria Komornicka, polska pisarka, tłumaczka i krytyczka literacka (ur. 1876)
- 11 marca – Henri Giraud, francuski generał, dowódca sił francuskich w operacji „Torch” w Afryce w czasie II wojny światowej (ur. 1879)
- 19 marca – Wincenty Prennushi, albański biskup katolicki, męczennik, błogosławiony (ur. 1885)

## kwiecień 1949
- 4 kwietnia – Marcelina Rościszewska, polska działaczka niepodległościowa, pedagog (ur. 1875)

## maj 1949
- 6 maja – Stanisław Grabski, polski ekonomista i socjolog (ur. 1871)
- 22 maja – Witold Łaszczyński, polski pisarz (ur. 1872)

## czerwiec 1949
- 5 czerwca – Emilia Malessa, polska żołnierz, działaczka Armii Krajowej, powstaniec warszawski (ur. 1909)
- 7 czerwca – Wołodymyr Zahajkewycz, ukraiński prawnik, adwokat, polityk, poseł i wicemarszałek Sejmu (ur. 1876)
- 10 czerwca – Sigrid Undset, norweska powieściopisarka (ur. 1882)
- 12 czerwca – Maria Kandyda od Eucharystii, włoska karmelitanka, błogosławiona katolicka (ur. 1884)

## lipiec 1949
- 8 lipca – Zdzisław Eichler, polski artysta malarz (ur. 1883)
- 30 lipca – Maria Wincencja od św. Doroty, meksykańska zakonnica, założycielka Zgromadzenia Sług Najświętszej Trójcy i Ubogich, błogosławiona katolicka (ur. 1867)

## sierpień 1949
- 11 sierpnia – Maurycy Tornay, szwajcarski kanonik laterański, misjonarz, męczennik, błogosławiony katolicki (ur. 1910)
- 16 sierpnia – Margaret Mitchell, amerykańska pisarka (ur. 1900)
- 22 sierpnia – Joseph Wittig, niemiecki profesor teologii, filozof i pisarz (ur. 1879)
- 29 sierpnia – Franciszek Latinik, generał dywizji Wojska Polskiego (ur. 1864)

## wrzesień 1949
- 4 września – Zygmunt Żuławski, polski polityk, wicemarszałek Sejmu (ur. 1880)
- 8 września – Richard Strauss, niemiecki kompozytor i dyrygent muzyki okresu późnego romantyzmu (ur. 1864)
- 9 września – Robert Walthour, amerykański kolarz torowy (ur. 1878)
- 14 września – Władysław Gurgacz, jezuita, uczestnik podziemia antykomunistycznego, Kapelan (PPAN) (ur. 1914)

## październik 1949
- 3 października – John Silén, fiński żeglarz, medalista olimpijski (ur. 1869)
- 8 października – Erik Ørvig, norweski żeglarz, medalista olimpijski (ur. 1895)
- 1 października – Nykyta Budka, biskup pomocniczy archieparchii greckokatolickiej we Lwowie, błogosławiony katolicki (ur. 1877)
- 14 października – Roman Łysko, duchowny greckokatolicki, męczennik, błogosławiony katolicki (ur. 1914)
- 21 października – Laura Montoya, kolumbijska zakonnica, święta katolicka (ur. 1874)
- 23 października – Stanisław Barabasz, architekt, malarz, narciarz (ur. 1857)
- 28 października – Viktor Glondys, niemiecki duchowny i teolog luterański (ur. 1882)
- 29 października – Georgij Gurdżijew, ormiański mistyk (ur. ok. 1870)

## listopad 1949
- 15 listopada – Henryk Kon (Sawicki), polski adwokat żydowskiego pochodzenia (ur. 1868)
- 23 listopada – Gustav Radbruch, niemiecki filozof i profesor prawa, przedstawiciel neokantowskiej szkoły badeńskiej (ur. 1878)

## grudzień 1949
- 5 grudnia – Alfred J. Lotka, amerykański matematyk, chemik, ekonomista, statystyk i demograf (ur. 1880)
- 31 grudnia – Raimond Valgre, estoński muzyk i kompozytor (ur. 1913)

data dzienna nieznana: 
- Tadeusz Świerz, polski leśnik, taternik, narciarz (ur. 1889)